# 岩本輝雄
岩本 輝雄（いわもと てるお、1972年5月2日 - ）は、神奈川県横浜市金沢区出身の元サッカー選手。ポジションはディフェンダー、ミッドフィールダー。ベルマーレ平塚を皮切りに名古屋グランパスエイトを退団するまで6チーム（ベルマーレの前身、フジタを除く）に在籍した。
2004年に名古屋グランパスエイトを退団後、約2年間選手生活から遠ざかっていたが、2006年10月、ニュージーランドのオークランド・シティFCと契約を結び、12月に行われたFIFAクラブワールドカップのオセアニア地区代表として2試合に出場した。独身。

## 経歴

### フジタ / ベルマーレ平塚
横浜商科大学高等学校卒業後の1991年、フジタサッカークラブに加入。高校時代まではミッドフィールダーだったが、同年7月にニカノールヘッドコーチによって左サイドバックにコンバートされた。元々、左サイドバックを務めていた名良橋晃を右サイドに移した上での起用となったが、当時の岩本は左足の確かな技術を有する一方で、守備については不安視をされていた。一方、ニカノールは「カバーリングと1対1で負けないこと。それだけ気をつけておけ」と岩本を後押ししたという。
加入初年度から出場機会を得ると1991-92シーズンのJSL2部では22試合に出場し、7得点を記録。チームがJリーグ参入を逃したため1992年夏からはジャパンフットボールリーグでのプレーとなったが、右サイドバックの名良橋と共に両サイドが高めのポジションを取ることでチームを牽引し、Jリーグ昇格に貢献。この当時のチームは「湘南の暴れん坊」と称された。Jリーグ昇格後の1994年、NICOSシリーズ躍進（最終的には2位）の原動力となり、その活躍が認められ日本代表に選出された。同年、天皇杯優勝。
1995年、短期留学したブラジルで右足甲を痛め、代表定着のきっかけを失った。さらにリーグ戦では左膝靱帯を傷めたため靱帯に筋を移植、半月板を一部切除する手術を2回受けたため、チームのアジアカップウィナーズカップ初制覇に帯同できなかった。

### 日本代表
ハンス・オフト監督時代の1993年、左サイドバックのレギュラーだった都並敏史が負傷したことにより代表入りが噂され、代表スタッフによりチェックを受けたが招集には至らなかった。
ファルカン監督時代の1994年、日本代表に初招集され、同年5月22日に行われたキリンカップのオーストラリア代表戦で代表デビューを果たした。
日本代表に選ばれた当初は背番号6を付け、左サイドバックでプレーした。アシックスカップのガーナ代表戦では中盤での起用となり、7月14日に行われた第2戦では代表初得点を記録した。
10月から広島県で行われたアジア大会では澤登正朗を抑えて10番に抜擢されたが、自身のコンディション不良の影響で先発から外れた試合もあり、満足な活躍は出来なかった。同年10月11日に行われたアジア大会準々決勝の韓国代表戦が最後の代表出場となった。アジア大会終了後、ファルカンが解任され、加茂周が監督に就任すると、これ以降は再び代表に呼ばれることはなかった。

### 怪我との戦い
故障の影響から、その後ベルマーレ平塚での活躍ぶりに陰りが見え始めた。そんな中、1998年に京都パープルサンガへ移籍。33試合に出場し、8得点を記録するなど復調の兆しを見せた。京都を退団後は川崎フロンターレ、ヴェルディ川崎と渡り歩いたが、故障しがちでなかなかチームに定着できず。V川崎では監督と対立した末、2000年5月に自主退団。
その後は自主トレーニングを続けていたが、同年10月に京都時代に指導を受けた清水秀彦を頼り、ベガルタ仙台の練習に参加。翌2001年、仙台に加入すると左サイドでの攻撃の軸として復活を果たし、チームをJ1へと導くゴールを挙げた財前宣之へのクロスに象徴される数々のアシストを記録した。特に長身FWのマルコスとの相性は抜群で、この当時は左サイドからのクロスに磨きをかけていたという。また、2003年10月18日のジェフユナイテッド市原（当時）戦で、ゴール約40メートルの距離から直接決めたフリーキックは半ば伝説化し、Jリーグ公式YouTubeチャンネルでは「Jリーグ史に刻まれる伝説的フリーキック」の一つとして紹介されている。
2004年、名古屋グランパスエイトへ移籍。5月29日のナビスコカップ予選Bグループ第3節対アルビレックス新潟戦（名古屋市瑞穂公園陸上競技場）でジャンプ後の着地に失敗し、右足首を負傷し、途中交代。受傷後すぐに「靱帯の一部損傷」という診断結果が出たため、しばらくして練習を再開したものの、後に右足首靭帯断裂という診断を受けた。8月29日の横浜F・マリノス戦を最後に試合から遠ざかり、10月、12月に2回手術を受けたが回復しないまま、同年限りで名古屋を退団。
手術により歩行可能にはなったものの慢性的な痛みが残り、軽く運動しただけで足首はテニスボールのように腫れたという。その後はリハビリを続けながら現役復帰を目指すこととなった。2005年夏にはメキシコに渡りデポルティーボ・トルーカFCの練習に参加するが、足首の痛みが再発したため帰国。帰国後検査すると、足首に3箇所の亀裂骨折が見つかった。そこで日本代表時代のチームドクターだった武井経憲を頼ったところ、過去の手術で腱を縫い付けていた糸が中で腐っていたことが発覚し、それを取り除く手術を受けた。

### タレントとしての活動
リハビリのかたわら芸能プロダクション三桂と契約し、タレントとしても活動をしていた。
2006年、4月から6月にかけてNHK衛星放送『東海道五十三次完全踏破 街道てくてく旅』に旅人として出演。徒歩により約500kmある東海道五十三次を2か月半かけて完全制覇した。本人によれば、この徒歩が結果的に良いリハビリになり、足首の状態が一気に回復したという。また、4月発売のゲーム『ウイニングイレブン10』の中ではピッチレポーターとして登場している。
2008年のNHK教育テレビ『テレビでスペイン語』では得意のスペイン語を生かしてExamen（試験）コーナーでトップ賞を数多く勝ち取っている。9月11日放送分で最後を待たずに総合優勝した。

### 現役復帰
2006年8月、Jリーグのアビスパ福岡との契約交渉まで話が進展したが、契約は実現せず。
同年10月、ニュージーランドのオークランド・シティと7週間の短期契約を締結した。オークランド・シティはFIFAクラブワールドカップへの出場を控えていたが、岩本以外の全選手がセミプロ契約というチームだった。12月のFIFAクラブワールドカップでは、途中出場ながら2試合に出場。これをもって正式に現役を引退。

## 引退後
2009年1月、現役時代に所属していたクラブの1つである仙台がクラブの親善大使である「アンバサダー」職を新設。その初代アンバサダーに就任し、2010年まで務めた。2011年12月、横浜創学館高等学校サッカー部コーチに就任。
2015年8月よりワタナベエンターテインメントとマネジメント契約することが本人のブログで明らかとなった。

## エピソード

### AKB48のファンとして
現役引退後は、AKB48の熱狂的なファンとしても知られるようになった。推しメンバーは小嶋菜月と大島涼花であることも公言していた。本人曰く「頭の中はサッカーが8割、AKB48が2割」とのこと。2015年9月18日にAKB48劇場で初日を迎えた岩本輝雄『青春はまだ終わらない』公演のプロデュースを行い、小嶋菜月をセンターに指名した。
しかし、2019年6月26日放送の『有吉大反省会2時間SP ウソつきアイドル祭り!!』に出演し、これまで「小嶋菜月の推し」を大々的に明言していたが、実は2推しで1推しは渡辺麻友であり、「推しメン詐称」をしていたことを告白・反省した。

## 所属クラブ
- 瀬ヶ崎S.C.
- 1985年 - 1987年 六浦中学校[1]
- 1988年 - 1990年 横浜商科大学高等学校[1]
- 1991年 - 1997年 フジタサッカークラブ/ベルマーレ平塚
- 1998年 京都パープルサンガ
- 1999年 川崎フロンターレ
- 2000年 ヴェルディ川崎
- 2001年 - 2003年 ベガルタ仙台
- 2004年 名古屋グランパスエイト
- 2006年10月 - 同年12月 オークランド・シティFC

## 個人成績
| 国内大会個人成績 | 国内大会個人成績 | 国内大会個人成績 | 国内大会個人成績 | 国内大会個人成績 | 国内大会個人成績           | 国内大会個人成績 | 国内大会個人成績  | 国内大会個人成績 | 国内大会個人成績 | 国内大会個人成績 | 国内大会個人成績 |
| 年度             | クラブ           | 背番号           | リーグ           | リーグ戦         | リーグ戦                   | リーグ杯         | リーグ杯          | オープン杯       | オープン杯       | 期間通算         | 期間通算         |
| 年度             | クラブ           | 背番号           | リーグ           | 出場             | 得点                       | 出場             | 得点              | 出場             | 得点             | 出場             | 得点             |
| 日本             | 日本             | 日本             | 日本             | リーグ戦         | リーグ戦                   | JSL杯/ナビスコ杯 | JSL杯/ナビスコ杯  | 天皇杯           | 天皇杯           | 期間通算         | 期間通算         |
| ---------------- | ---------------- | ---------------- | ---------------- | ---------------- | -------------------------- | ---------------- | ----------------- | ---------------- | ---------------- | ---------------- | ---------------- |
| 1991-92          | フジタ           | 13               | JSL2部           | 22               | 7                          | 0                | 0                 |                  |                  |                  |                  |
| 1992             | フジタ           | 13               | 旧J1             | 14               | 2                          | -                | -                 | 4                | 3                | 18               | 5                |
| 1993             | フジタ           |                  | 旧J1             | 10               | 1                          | 4                | 3                 | 1                | 0                | 15               | 4                |
| 1994             | 平塚             | -                | J                | 37               | 6                          | 1                | 1                 | 5                | 3                | 43               | 10               |
| 1995             | 平塚             | -                | J                | 18               | 2                          | -                | -                 | 1                | 0                | 19               | 2                |
| 1996             | 平塚             | -                | J                | 17               | 3                          | 9                | 2                 | 3                | 0                | 29               | 5                |
| 1997             | 平塚             | 13               | J                | 24               | 4                          | 6                | 0                 | 3                | 2                | 33               | 6                |
| 1998             | 京都             | 6                | J                | 33               | 8                          | 4                | 1                 | 1                | 0                | 38               | 9                |
| 1999             | 川崎             | 28               | J2               | 12               | 5                          | 1                | 0                 | 0                | 0                | 13               | 5                |
| 2000             | V川崎            | 11               | J1               | 9                | 0                          | 2                | 0                 | 0                | 0                | 11               | 0                |
| 2001             | 仙台             | 14               | J2               | 34               | 5                          | 2                | 1                 | 3                | 0                | 39               | 6                |
| 2002             | 仙台             | 14               | J1               | 22               | 4                          | 6                | 0                 | 2                | 0                | 30               | 4                |
| 2003             | 仙台             | 14               | J1               | 26               | 5                          | 4                | 0                 | 0                | 0                | 30               | 5                |
| 2004             | 名古屋           | 8                | J1               | 5                | 0                          | 1                | 0                 | 0                | 0                | 6                | 0                |
| ニュージーランド | ニュージーランド | ニュージーランド | ニュージーランド | リーグ戦         | リーグ戦                   | リーグ杯         | リーグ杯          | オープン杯       | オープン杯       | 期間通算         | 期間通算         |
| 2006-07          | オークランド     | 53               | NZFC             | 3                | 0                          | -                | -                 | -                | -                | 3                | 0                |
| 通算             | 日本             | 日本             | J1               | 191              | 32                         | 33               | 4                 | 15               | 5                | 239              | 41               |
| 通算             | 日本             | 日本             | J2               | 46               | 10                         | 3                | 1                 | 3                | 0                | 52               | 11               |
| 通算             | 日本             | 日本             | JSL2部           | 22               | 7                          | 0                | 0\|\|\|\|\|\|\|\| |                  |                  |                  |                  |
| 通算             | 日本             | 日本             | 旧JFL1部         | 24               | 3                          | 4                | 3                 | 5                | 3                | 33               | 9                |
| 通算             | ニュージーランド | ニュージーランド | NZFC             | 3                | 0                          | -                | -                 | -                | -                | 3                | 0                |
| 総通算           | 総通算           | 総通算           | 総通算           | 286              | 52\|\|\|\|\|\|\|\|\|\|\|\| |                  |                   |                  |                  |                  |                  |

その他の公式戦
- 1995年
  - XEROX SUPER CUP 1試合0得点

| 国際大会個人成績 | 国際大会個人成績 | 国際大会個人成績 | 国際大会個人成績 | 国際大会個人成績 | FIFA      | FIFA      |
| 年度             | クラブ           | 背番号           | 出場             | 得点             | 出場      | 得点      |
| OFC              | OFC              | OFC              | OFC CL           | OFC CL           | クラブW杯 | クラブW杯 |
| ---------------- | ---------------- | ---------------- | ---------------- | ---------------- | --------- | --------- |
| 2006             | オークランド     | 16               | -                | -                | 2         | 0         |
| 通算             | OFC              | OFC              | -                | -                | -         | -         |
| 通算             | FIFA             | FIFA             | FIFA             | FIFA             | 2         | 0         |

その他
- Jリーグオールスターサッカー選出 : 6回 (1994, 1996, 1997, 1998, 2002, 2003)

### 記録
- JSL（2部）初出場：1991年11月20日 対東邦チタニウム戦 (平塚競技場)
- JSL（2部）初得点：同上
- Jリーグ初出場：1994年3月12日 対ヴェルディ川崎戦 (国立競技場)[1]
- Jリーグ初得点：1994年3月26日 対サンフレッチェ広島戦 (広島ビッグアーチ)[1]
- 日本代表初出場：1994年5月22日 対オーストラリア戦 (広島ビッグアーチ)
- 日本代表初得点：1994年7月14日 対ガーナ戦 (神戸ユニバー記念競技場)

## 代表歴

### 試合数
- 国際Aマッチ 9試合 2得点 (1994)[2]

| 日本代表 | 国際Aマッチ | 国際Aマッチ |
| 年       | 出場        | 得点        |
| -------- | ----------- | ----------- |
| 1994     | 9           | 2           |
| 通算     | 9           | 2           |

### 出場
| No. | 開催日         | 開催都市 | スタジアム                         | 対戦相手         | 結果 | 監督                         | 大会             |
| --- | -------------- | -------- | ---------------------------------- | ---------------- | ---- | ---------------------------- | ---------------- |
| 1.  | 1994年05月22日 | 広島県   | 広島広域公園陸上競技場             | オーストラリア   | △1-1 | パウロ・ロベルト・ファルカン | キリンカップ     |
| 2.  | 1994年05月29日 | 東京都   | 国立霞ヶ丘競技場陸上競技場         | フランス         | ●1-4 | パウロ・ロベルト・ファルカン | キリンカップ     |
| 3.  | 1994年07月08日 | 愛知県   | 名古屋市瑞穂公園陸上競技場         | ガーナ           | ○3-2 | パウロ・ロベルト・ファルカン | アシックスカップ |
| 4.  | 1994年07月14日 | 愛知県   | 神戸総合運動公園ユニバー記念競技場 | ガーナ           | ○2-1 | パウロ・ロベルト・ファルカン | アシックスカップ |
| 5.  | 1994年09月27日 | 東京都   | 国立霞ヶ丘競技場陸上競技場         | オーストラリア   | △0-0 | パウロ・ロベルト・ファルカン | 国際親善試合     |
| 6.  | 1994年10月03日 | 広島県   | みよし運動公園陸上競技場           | アラブ首長国連邦 | △1-1 | パウロ・ロベルト・ファルカン | アジア大会       |
| 7.  | 1994年10月05日 | 広島県   | 広島県総合グランドメインスタジアム | カタール         | △1-1 | パウロ・ロベルト・ファルカン | アジア大会       |
| 8.  | 1994年10月09日 | 広島県   | 広島県立びんご運動公園陸上競技場   | ミャンマー       | ○5-0 | パウロ・ロベルト・ファルカン | アジア大会       |
| 9.  | 1994年10月11日 | 広島県   | 広島県総合グランドメインスタジアム | 韓国             | ●2-3 | パウロ・ロベルト・ファルカン | アジア大会       |

### 得点数
| # | 開催日         | 開催地 | 会場                               | 相手       | 結果 | 大会             |
| - | -------------- | ------ | ---------------------------------- | ---------- | ---- | ---------------- |
| 1 | 1994年07月14日 | 愛知県 | 神戸総合運動公園ユニバー記念競技場 | ガーナ     | ○2-1 | アシックスカップ |
| 2 | 1994年10月09日 | 広島県 | 広島県立びんご運動公園陸上競技場   | ミャンマー | ○5-0 | アジア大会       |

## タレント活動

### サッカー解説番組
- スポルたん!LIVE（不定期出演。「Tell me! VEGALTA」のコーナーを担当。仙台放送）
- サッカー日本代表をみんなで応援しよう<テレビ実況番組>解説担当（2011年1月17日）ニコニコ動画生放送（公式）
- インテル・ミラノチャンネル（スカイ・エー）
- ニッポン放送Jリーグ RADIO（サッカーコメンテーター）

### バラエティ番組
- 街道てくてく旅〜東海道五十三次完全踏破〜（2006年4月3日〜6月16日、NHK）
- ジャンクSPORTS（フジテレビ系列）
- 踊る!さんま御殿!!（2007年2月20日初登場「踊る!ヒット賞!!」獲得、日本テレビ系列）
- めざましテレビ・めざまし地球紀行〜ニュージーランド 温泉の旅（2007年3月29日〜4月19日、フジテレビ系列）
- 田舎に泊まろう!〜北海道枝幸町〜（2007年4月22日、テレビ東京系列）
- テレビでスペイン語 （2008年4月3日〜2009年3月26日、NHK教育）
- スパイスTV どーも☆キニナル!（キニナル!SHOP いいものプレミアム）（2008年9月29日〜、フジテレビ）
- AKB48 ネ申テレビ（2014年6月22日・29日、ファミリー劇場）
- ぶるぺん（2018年8月、GYAO!）[22]
- プロ野球みんなが知らないおカネの話3 ～グランドにはゼニが埋まっている!?スペシャル～（2018年9月28日、BSスカパー！）

### その他のテレビ番組
- いのちの響（TBS）
- 旅するためのイタリア語 (2022年4月11日〜、 NHK教育)

### イベント出演
- 宮澤ミシェルのJトークライブ